# 雙醣

蔗糖是由葡萄糖分子和果糖分子的縮合反應形成的雙糖

雙醣（英語：Disaccharide，亦称为二醣）是由兩個單醣分子通過醣苷鍵連接而成的一種碳水化合物。雙醣和單醣一样可溶于水。常見的雙糖有蔗糖、乳糖、麥芽糖等。蔗糖是由葡萄糖和果糖組成，乳糖是由葡萄糖和半乳糖組成，麥芽糖則是由兩分子的葡萄糖所組成。
蔗糖、乳糖和麥芽糖是最常见的双糖类型，它们每一分子中都有12个碳原子，其分子式都是C12H22O11，互为同分异构体。
雙醣是由兩個單醣分子經縮合反應除去一個水分子所形成。雙醣的分解需在一類稱為雙醣酶的酵素之協助下進行，會水解形成兩個單醣分子。分解一分子的雙醣會消耗一個水分子，合成一分子雙醣則會釋出一個水分子。以上反應對生物體的新陳代謝至關重要。每種雙醣都會在對應的雙醣酶（如蔗糖酶、乳糖酶和麥芽糖酶等）的協助作用下分解。

## 分類
- 還原醣：若兩分子單醣結合後所形成的雙醣分子之結構仍具有一個游離的半縮醛羥基，在鹼性溶液中具有還原性，則該雙醣屬於還原醣，例如乳糖、麥芽糖和纖維二糖等。還原醣可使用斐林試劑進行檢測，會生成磚紅色沉澱。[4]

- 非還原醣：非還原醣的分子結構中沒有游離的半縮醛羥基，因此不具還原性。常見的例子有蔗糖和海藻糖等。與還原醣相比，非還原醣的化學反應性（英语：Reactivity (chemistry)）較低，因此在生物體儲存醣類時其較高的穩定性可能為一優勢。[5][6]

## 特性
醣苷鍵可以由單醣上的任何氫氧基形成，所以即使合成雙醣的兩個單醣是同一種（如葡萄糖），若形成醣苷鍵的位置不同，所形成的雙醣也有著不同的物理與化學特性。
根據組成雙醣的單醣成分之不同，雙醣可能為結晶狀或黏稠的漿狀，有些為水溶性，有些具有甜味。

## 常見的雙醣
| 雙醣     | 單元1    | 單元2    | 醣苷鍵形式 |
| -------- | -------- | -------- | ---------- |
| 蔗糖     | 葡萄糖   | 果糖     | α(1→2)β    |
| 乳糖     | 半乳糖   | 葡萄糖   | β(1→4)     |
| 麥芽糖   | 葡萄糖   | 葡萄糖   | α(1→4)     |
| 海藻糖   | 葡萄糖   | 葡萄糖   | α(1→1)α    |
| 纖維二糖 | 葡萄糖   | 葡萄糖   | β(1→4)     |
| 幾丁二糖 | 葡萄糖胺 | 葡萄糖胺 | β(1→4)     |
麥芽糖、纖維二糖和幾丁二糖分別是澱粉、纖維素和幾丁質等三種多醣的水解產物。
除了以上自然界中常見的雙醣種類外，其他較少見的雙醣還包括：
| 雙醣               | 組成單元                         | 醣苷鍵形式                           |
| ------------------ | -------------------------------- | ------------------------------------ |
| 麴二糖（英语：Kojibiose）   | 兩個葡萄糖單體                   | α(1→2)[8]                            |
| 黑麴黴糖（英语：Nigerose） | 兩個葡萄糖單體                   | α(1→3)                               |
| 異麥芽糖           | 兩個葡萄糖單體                   | α(1→6)                               |
| 異海藻糖           | 兩個葡萄糖單體                   | β(1→1)β                              |
| 新海藻糖           | 兩個葡萄糖單體                   | α(1→1)β[9]                           |
| 槐糖               | 兩個葡萄糖單體                   | β(1→2)                               |
| 昆布二糖           | 兩個葡萄糖單體                   | β(1→3)                               |
| 龍膽二糖（英语：Gentiobiose） | 兩個葡萄糖單體                   | β(1→6)                               |
| 海藻酮   | 一個葡萄糖單體和一個果糖單體     | α(1→1)                               |
| 松二糖             | 一個葡萄糖單體和一個果糖單體     | α(1→3)                               |
| 麥芽酮             | 一個葡萄糖單體和一個果糖單體     | α(1→4)                               |
| 白菌二糖           | 一個葡萄糖單體和一個果糖單體     | α(1→5)                               |
| 異麥芽酮糖 | 一個葡萄糖單體和一個果糖單體     | α(1→6)                               |
| 龍膽二酮糖           | 一個葡萄糖單體和一個果糖單體     | β(1→6)                               |
| 甘露二糖（英语：Mannobiose） | 兩個甘露糖單體                   | 可能為α(1→2)、α(1→3)、α(1→4)或α(1→6) |
| 蜜二糖（英语：Melibiose）   | 一個半乳糖單體和一個葡萄糖單體   | α(1→6)                               |
| 異乳糖             | 一個半乳糖單體和一個葡萄糖單體   | β(1→6)                               |
| 車前二糖（英语：Melibiulose） | 一個半乳糖單體和一個果糖單體     | α(1→6)                               |
| 乳果糖             | 一個半乳糖單體和一個果糖單體     | β(1→4)                               |
| 新橙皮糖           | 一個鼠李糖單體和一個葡萄糖單體   | α(1→2)                               |
| 芸香糖（英语：Rutinose）   | 一個鼠李糖單體和一個葡萄糖單體   | α(1→6)                               |
| 芸香酮             | 一個鼠李糖單體和一個果糖單體     | β(1→6)                               |
| 木二糖             | 兩個木糖單體                     | β(1→4)                               |
| 阿拉伯二糖         | 兩個阿拉伯糖單體                 | α(1→5)                               |
| 接骨木二糖         | 一個木糖單體和一個葡萄糖單體     | β(1→2)β                              |
| 莢豆二糖           | 一個阿拉伯糖單體和一個葡萄糖單體 | α(1→6)                               |